# Daytime Emmy Award voor beste dramaserie
De Daytime Emmy Award voor beste dramaserie is een televisieprijs die sinds 1974 elk jaar wordt uitgereikt. Dit deelde de Emmy Awards op in Primetime (avondprogrammering) en Daytime (overdag). Omdat overdag minder televisie gekeken wordt, kwamen die programma's meestal niet in aanmerking voor een Emmy. Meestal gaat de prijs naar een soapserie. De prijs werd wel al in 1972 en 1973 uitgereikt op de Primetime Emmy Awards aan The Doctors en The Edge of Night. 
In de onderstaande lijst staat de winnaar in het vet gedrukt, de andere series zijn de genomineerden.

## Jaren '70
| Emmy's | Serie                      |
| ------ | -------------------------- |
| 13     | General Hospital           |
| 11     | The Young and the Restless |
| 4      | As the World Turns         |
| 4      | Days of our Lives          |
| 3      | All My Children            |
| 3      | Guiding Light              |
| 3      | Santa Barbara              |
| 3      | The Bold and the Beautiful |
| 2      | Ryan's Hope                |
| 2      | The Doctors                |
| 1      | Another World              |
| 1      | One Life to Live           |
| 1      | The Edge of Night          |

- 1974 - The Doctors
  - Days of Our Lives
  - General Hospital

- 1975 - The Young and the Restless
  - Another World
  - Days of Our Lives

- 1976 - Another World
  - All My Children
  - Days of Our Lives
  - The Young and the Restless

- 1977 - Ryan's Hope
  - All My Children
  - Another World
  - Days of Our Lives
  - The Edge of Night

- 1978 - Days of Our Lives
  - All My Children
  - Ryan's Hope
  - The Young and the Restless

- 1979 - Ryan's Hope
  - All My Children
  - Days of Our Lives
  - The Young and the Restless

## Jaren '80
- 1980 - Guiding Light
  - All My Children
  - Another World

- 1981 - General Hospital
  - All My Children
  - Ryan's Hope

- 1982 - Guiding Light
  - All My Children
  - General Hospital
  - Ryan's Hope

- 1983 - The Young and the Restless
  - Days of Our Lives
  - General Hospital
  - One Life to Live

- 1984 - General Hospital
  - All My Children
  - Days of Our Lives

- 1985 - The Young and the Restless
  - All My Children
  - Days of Our Lives
  - General Hospital
  - Guiding Light

- 1986 - The Young and the Restless
  - All My Children
  - As the World Turns
  - General Hospital

- 1987 - As the World Turns
  - All My Children
  - Santa Barbara
  - The Young and the Restless

- 1988 - Santa Barbara
  - All My Children
  - As the World Turns
  - General Hospital
  - The Young and the Restless

- 1989 - Santa Barbara
  - All My Children
  - As the World Turns
  - General Hospital
  - Guiding Light
  - The Young and the Restless

## Jaren '90
- 1990 - Santa Barbara
  - All My Children
  - Guiding Light
  - The Young and the Restless

- 1991 - As the World Turns
  - All My Children
  - Guiding Light
  - The Young and the Restless

- 1992 - All My Children
  - As the World Turns
  - Guiding Light
  - The Young and the Restless

- 1993 - The Young and the Restless
  - All My Children
  - As the World Turns
  - Guiding Light

- 1994 - All My Children
  - As the World Turns
  - Guiding Light
  - The Young and the Restless

- 1995 - General Hospital
  - All My Children
  - Days of Our Lives
  - The Young and the Restless

- 1996 - General Hospital
  - All My Children
  - Days of our Lives
  - The Young and the Restless

- 1997 - General Hospital
  - All My Children
  - Days of our Lives
  - The Young and the Restless

- 1998 - All My Children
  - Days of our Lives
  - General Hospital
  - The Young and the Restless

- 1999 - General Hospital
  - All My Children
  - Days of our Lives
  - The Young and the Restless

## Jaren '00
- 2000 - General Hospital
  - All My Children
  - One Life to Live
  - The Young and the Restless

- 2001 - As the World Turns
  - All My Children
  - General Hospital
  - The Young and the Restless

- 2002 - One Life to Live
  - All My Children
  - As the World Turns
  - The Young and the Restless

- 2003 - As the World Turns
  - The Bold and the Beautiful
  - Port Charles
  - The Young and the Restless

- 2004 - The Young and the Restless
  - As the World Turns
  - The Bold and the Beautiful
  - General Hospital
  - Guiding Light

- 2005 - General Hospital
  - All My Children
  - As the World Turns
  - The Young and the Restless

- 2006 - General Hospital
  - As the World Turns
  - Guiding Light
  - The Young and the Restless

- 2007 - ex aequo:
Guiding Light
The Young and the Restless
  - The Bold and the Beautiful
  - One Life to Live

- 2008 - General Hospital
  - Guidling Light
  - One Life to Live
  - The Young and the Restless

- 2009 - The Bold and the Beautiful
  - All My Children
  - Days of Our Lives

## Jaren '10
- 2010 - The Bold and the Beautiful
  - All My Children
  - General Hospital
  - The Young and the Restless

- 2011 - The Bold and the Beautiful
  - All My Children
  - General Hospital
  - The Young and the Restless

- 2012 - General Hospital
  - All My Children
  - Days of Our Lives
  - The Young and the Restless

- 2013 - Days of Our Lives
  - The Bold and the Beautiful
  - General Hospital
  - One Life to Live
  - The Young and the Restless

- 2014 - The Young and the Restless
  - The Bold and the Beautiful
  - Days of Our Lives
  - One Life to Live

- 2015 - ex aequo:
Days of Our Lives
The Young and the Restless
  - The Bold and the Beautiful
  - General Hospital

- 2016 - General Hospital
  - The Bold and the Beautiful
  - Days of Our Lives
  - The Young and the Restless

- 2017 - General Hospital
  - The Bold and the Beautiful
  - Days of Our Lives
  - The Young and the Restless

- 2018 - Days of Our Lives
  - The Bold and the Beautiful
  - General Hospital
  - The Young and the Restless

- 2019 - The Young and the Restless
  - The Bold and the Beautiful
  - Days of Our Lives
  - General Hospital

## Jaren '20
- 2020 - The Young and the Restless
  - The Bold and the Beautiful
  - Days of Our Lives
  - General Hospital